# Mary Alice Young
Mary Alice Young is een personage uit de Amerikaanse televisieserie Desperate Housewives, gespeeld door Brenda Strong. Ze is het enige karakter dat elke week te horen, maar niet te zien is: Mary Alice schiet zich namelijk in de eerste minuten van de allereerste aflevering door het hoofd en vertelt elke week het verhaal (vanuit haar graf) van haar vriendinnen en buurtbewoners. Heel af en toe is ze te zien in flashbacks.

## Verhaallijn
Mary Alice Young was ooit gewoon Angela Forrest, getrouwd met Todd Forrest (Paul Young) en woonde in Utah, waar ze werkte als verpleegster. Ze hield zich bezig met zwaar verslaafde patiënten. Ze was onvruchtbaar en kon dus geen kinderen krijgen. Als Deirdre, een van haar patiënten, op een dag haar baby Dana aanbiedt in ruil voor wat geld, happen ze toe. Ze maken de deal en vluchten weg uit Utah naar Wisteria Lane, waar ze de namen Mary Alice, Zach en Paul Young aannemen.
Alles gaat goed, tot Zach vier jaar oud is. Op een avond staat Deirdre voor de deur en wil ze, nu ze clean is, haar baby terug. Maar Mary Alice weigert: ze schiet Deirdre neer. Ze begraven het lijk in een kist en stoppen deze in de grond onder het zwembad.
Maar op een dagje krijgt Mary Alice een briefje, waarop staat geschreven "I know what you did, it makes me sick. I'm going to tell" (ik weet wat jij gedaan hebt en ik ga het vertellen). Ze panikeert en schiet zichzelf daarom dood. Dat briefje komt van buur Martha Huber: zij wist, via zus Felicia die nog met Mary Alice had gewerkt in Utah, alles over het verleden van Mary Alice en wou haar hiermee chanteren. Dat mislukt: Paul Young komt achter Martha's gemene spelletje en vermoordt haar.
Mike Delfino is echter de vader van Zach Young, en is net in de buurt komen wonen: hij is er door Deirdre's vader eropuit gestuurd de moordenaar van zijn dochter te zoeken en om het leven te brengen...

### Trivia
- Mary Alice is de vertelster van elke aflevering van Desperate Housewives, op twee na: in het derde seizoen wordt aflevering 16 (My Husband, the Pig) verteld door Rex Van de Kamp. Dit is niet de enige aflevering waar ze niet in te horen of te zien is. De tweede keer dat Mary Alice niet te horen is, is in seizoen 5. Als Edie overleden is, is in de aflevering met de flashbacks en 'goede, oude herinneringen aan Edie' de stem van Edie te horen.